# C'est pour toujours
Pour les articles homonymes, voir Now and Forever.
Pour plus de détails, voir Fiche technique et Distribution.
C'est pour toujours (Now and Forever) est un film américain réalisé par Henry Hathaway et sorti en 1934.

## Synopsis
Une petite fille donne une leçon de morale à son père et à son épouse, voleurs de bijoux.

## Fiche technique
- Titre : C'est pour toujours
- Titre original : Now and Forever
- Réalisation : Henry Hathaway
- Scénario : Vincent Lawrence et Sylvia Thalberg d'après une histoire "Honor Bright" de Melville Baker et Jack Kirkland
- Producteur : Louis D. Lighton
- Société de production et de distribution : Paramount Pictures
- Directeur de la photographie : Harry Fischbeck
- Photographe de plateau : Elwood Bredell
- Direction artistique : Hans Dreier et Robert Usher
- Costumes : Travis Banton
- Montage : Ellsworth Hoagland
- Pays d'origine :  États-Unis
- Format : Noir et blanc - 35 mm - 1,37:1 - Son : mono (Western Electric Noiseless Recording)
- Genre : Comédie dramatique
- Durée : 81 minutes
- Date de sortie :
  - États-Unis : 31 août 1934

## Distribution
- Gary Cooper : Jerry Day
- Carole Lombard : Toni Carstairs Day
- Shirley Temple : Penelope 'Penny' Day
- Guy Standing : Felix Evans
- Charlotte Granville : Mme J.H.P. Crane
- Gilbert Emery : James Higginson
- Henry Kolker : M. Clark
- Tetsu Komai : M. Ling
- Akim Tamiroff : Bijoutier
- André Cheron : Détective
- Harry Stubbs : Harry O'Neil